# Paweł Przybylski
Pour les articles homonymes, voir Przybylski.
Paweł Przybylski, né le 28 décembre 1959, est un pilote de rallye polonais.

## Biographie
Sa carrière en course s'étale de 1984 (sur FSO Polonez 1600, jusqu'en 1988) à 2001.
Krzysztof Gęborys a été son copilote principal, de 1989 à 2001.

## Palmarès

### Titres
- Double vainqueur du Championnat de Pologne des rallyes,  en 1993 et 1994, sur Toyota Celica GT-Four (ST165)  (copilote K.Gęborys);
  - Vice-champion de Pologne, en 1995;

### 11 victoires en championnat de Pologne
- Rallye Karkonoski: 1990 et 1994;
- Rallye Dolnoslaski: 1991 et 1993;
- Rallye Krakowski: 1993, 1994, 1995 et 1997;
- Rallye Kormoran 1: 1994;
- Rallye Wisły: 1994;
- Rallye Elmot: 1995.